# Harold Clayton Urey
Harold Clayton Urey (Walkerton, 29. travnja 1893. – La Jolla, 5. siječnja 1981.) je bio američki kemičar, čiji je rad na izotopima doveo do otkrića deuterija. Za to je otkriće Urey dobio Nobelovou nagradu za kemiju 1934. Sudjelovao je i u razvoju američkog nuklearnog vojnog programa. U kasnijoj fazi istraživačkog rada zanima se za dokazivanje nastanka života iz nežive tvari, tzv. teoriju abiogeneze.